# WonderCon

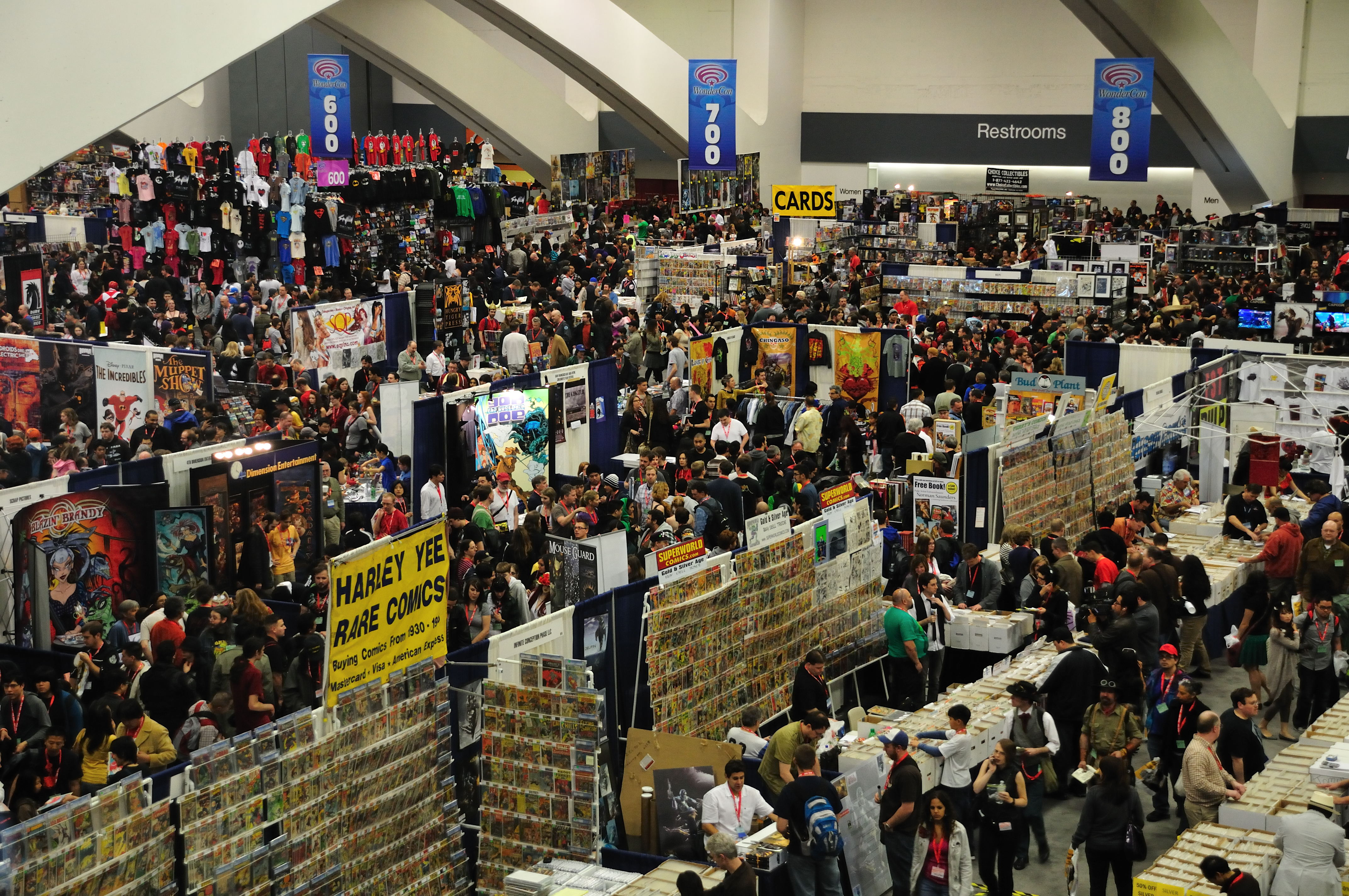
WonderCon em 2010.

WonderCon é um evento anual de ficção científica e filmes, que aconteceu de 1987 a 2011 na área da baía de São Francisco e atualmente, na cidade de Anaheim.
O evento foi criado por John Barrett (o mesmo fundador de Comics and Comix), originalmente planejado para ocorrer em Oakland Convention Center. O nome completo da convenção é Wonderful World of Comics Convention e sua logotipo foi desenhada por Richard Bruning e Tim Zach.